# توماس مالدونادو
توماس مالدونادو (بالإسبانية: Tomás Maldonado)‏ هو مصمم صناعي وفيلسوف ورسام أرجنتيني، ولد في 25 أبريل 1922 في بوينس آيرس في الأرجنتين، وتوفي في 26 نوفمبر 2018 في ميلانو في إيطاليا بسبب ذات الرئة.

## وصلات خارجية
- توماس مالدونادو على موقع الموسوعة البريطانية (الإنجليزية)